# Недаплатин
Недаплатин (торговое наименование «Акупла» Aqupla) — новый цитостатический противоопухолевый химиотерапевтический лекарственный препарат алкилирующего типа действия из группы препаратов платины. Считается, что он вызывает меньше тошноты, рвоты, нефротоксичности и нейротоксичности, чем более старые препараты платины — цисплатин, карбоплатин и даже оксалиплатин.